# Europsko prvenstvo u vaterpolu – Split 1981.
Vaterpolsko EP 1981. petnaesto je izdanje ovog natjecanja. Održano je u Splitu u Jugoslaviji od 5. do 12. rujna.

## Konačni poredak
| Mj. | Država      |
| --- | ----------- |
| 1.  | Njemačka    |
| 2.  | SSSR        |
| 3.  | Mađarska    |
| 4.  | Jugoslavija |
| 5.  | Španjolska  |
| 6.  | Italija     |
| 7.  | Rumunjska   |
| 8.  | Nizozemska  |

| Pobjednici           |
| -------------------- |
| Njemačka Prvi naslov |